# Пошукова бомба
Пошукова бомба (англ. link bomb) або гугл-бомба (англ. Google bomb, Googlebombing) — феномен функціонування пошукової системи, коли який-небудь запит призводить до видачі абсурдного або провокаційного результату. Пошукові бомби іноді є випадковою помилкою пошукової системи, але велика кількість їх, особливо пов'язаних з гострими соціальними і політичними конфліктами, провокуються штучно з метою пропаганди. Для цього використовується техніка пошукового спаму.

## Приклади
- Фраза «more evil than satan himself» («більше зло, ніж сам сатана»). У відповідь на такий пошуковий запит Google у 1999 році першим результатом давав посилання на офіційний сайт Microsoft[1].

- Під час Помаранчевої революції пошукова фраза у Google «вор должен сидеть в тюрьме» першим результатом давала посилання на інформаційний сервер кандидата в Президенти України Віктора Януковича www.ya2004.com.ua.[2]

- Деякий час першим рядком на запит «сайт Бога» першим рядком Google видавав офіційний сайт Аркадія Укупника.[3]

- Фраза «кількість дебілів у росії». У відповідь на такий пошуковий запит Яндекс у 2009 році видавав першим результатом посилання на сайт найпопулярнішої в СНД соціальної мережі vk.com, в якому тоді було зареєстровано близько 60 мільйонів людей.[4]

- Словосполучення «злісний карлик». У відповідь на цей запит Google видавав фотографії колишнього президента РФ Дмитра Медведєва.

- На запит «скільки ідіотів у світі» (рос. «сколько идиотов в мире») пошукові системи одним з перших результатів видають статтю з заголовком «95 % населення — ідіоти».

- На початку 2022 року у відповідь на запит «скільки років придурку» пошук від Гугла видавав першим результатом посилання на біографію Володимира Зеленського, розміщену на офіційному сайті президента України[5].